# Kosteletzkya batacensis
Kosteletzkya batacensis är en malvaväxtart som först beskrevs av Francisco Manuel Blanco, och fick sitt nu gällande namn av F. Villar. Kosteletzkya batacensis ingår i släktet Kosteletzkya och familjen malvaväxter. Inga underarter finns listade i Catalogue of Life.